# 图布雷
图布雷（義大利語：Tubre），是意大利波尔扎诺自治省的一个市镇。总面积45平方公里，人口982人，人口密度21.8人/平方公里（2009年）。ISTAT代码为021103。